# پایین‌کولا
پایین کولا، روستایی است از توابع بخش مرکزی شهرستان ساری در استان مازندران ایران.

## جمعیت
این روستا در دهستان میاندرود کوچک قرار داشته و براساس آخرین سرشماری مرکز آمار ایران که در سال ۱۳۸۵ صورت گرفته‌است، جمعیت آن ۵۸۹ نفر (۱۶۲خانوار) می‌باشد. لازم به یادآوری است که آمار ذکر شده مختص به روستای کولا است؛ پایین کولا شامل سه محله به هم پیوسته می‌باشد که یکی از آن‌ها «کولا» است و دو محله دیگر عبارتند از: وارد و سانخیل؛ بنابراین مجموع جمعیت روستای پایین کولا در حدود ۵۰۰ خانوار است.

## موقعیت جغرافیایی
روستای پایین کولا در شش کیلومتری جنوب شرقی شهر ساری (مرکز استان مازندران) واقع شده و از سه محله به هم پیوسته کولا، وارد و سانخیل تشکیل شده و یکی از روستاهای دهستان میاندرود کوچک در بخش مرکزی شهرستان ساری می‌باشد.
در جنوب و جنوب غربی پایین کولا، رودخانه تجن و در جنوب شرقی آن (با فاصله حدود هشت کیلومتر) روستای بالا کولا و در شرق آن جنگل سرسبز و زیبا و در غرب آن روستاهای پرچیکلا، تنگ لته و خانه عباسی و در شمال آن روستاهای مرمت و خارکش قرار دارند. این روستا در میان باغستان‌ها و جنگل‌های طبیعی و پرورشی محصور شده و دارای آب و هوای لطیف و معتدل می‌باشد. در واقع این روستا و روستاهای اطراف آن در آغاز کوهپایه‌های شهرستان ساری قرار دارند.

## همجواری با رود تجن
رود تجن که از رودهای معروف شمال ایران است، از کناره‌های شالیزارهای پایین کولا عبور کرده و زمین‌های شالیزاری اهالی روستای پایین کولا را سیراب می‌کند. این زمین‌ها در سه مکان به نام‌های «پایین صحرا»، «میانچاک» و «گردلم» قرار دارند.

## فهرست میراث طبیعی ملی ایران روستای پایین کولا
- درخت بلوط بلند مازوی کهن‌سال روستای پایین کولای ساری به شماره ۴۴۳ مورخ ۹۶/۱۲/۶ در فهرست میراث طبیعی ملی کشور به ثبت رسید.[۳][۴]